# حمادة الغنام
حمادة الغنام لاعب كرة قدم مصري في مركز الجناح الأيسر .

## إحصائيات مشاركاته
آخر تحديث في 17 يوليو 2018

### مع الأندية
| الفريق          | الموسم    | الدوري  | الدوري | الكأس   | الكأس | البطولات القارية | البطولات القارية | بطولات أخرى | بطولات أخرى | الإجمالي | الإجمالي |
| الفريق          | الموسم    | مشاركات | أهداف  | مشاركات | أهداف | مشاركات          | أهداف            | مشاركات     | أهداف       | مشاركات  | أهداف    |
| --------------- | --------- | ------- | ------ | ------- | ----- | ---------------- | ---------------- | ----------- | ----------- | -------- | -------- |
| ألعاب دمنهور    | 2011–2012 |         |        |         |       | —                | —                | —           | —           |          |          |
| ألعاب دمنهور    | 2012–2013 |         |        |         |       | —                | —                | —           | —           |          |          |
| ألعاب دمنهور    | 2013–2014 |         |        |         |       | —                | —                | —           | —           |          |          |
| ألعاب دمنهور    | 2014–2015 | 35      | 10     | 1       | 1     | —                | —                | —           | —           | 36       | 11       |
| ألعاب دمنهور    | الإجمالي  | 35      | 10     | 1       | 1     | —                | —                | —           | —           | 36       | 11       |
| المقاولون العرب | 2015–2016 | 18      | 1      | 1       | 0     | —                | —                | —           | —           | 19       | 1        |
| المقاولون العرب | الإجمالي  | 18      | 1      | 1       | 0     | —                | —                | —           | —           | 19       | 1        |
| طنطا            | 2016–2017 | 11      | 0      | 2       | 0     | —                | —                | —           | —           | 13       | 0        |
| طنطا            | 2017–2018 | 6       | 1      | 0       | 0     | —                | —                | —           | —           | 6        | 1        |
| طنطا            | الإجمالي  | 17      | 1      | 2       | 0     | —                | —                | —           | —           | 19       | 1        |

## روابط خارجية
- حمادة الغنام على موقع Soccerway.com (الإنجليزية)